# Bondsdag (Duitse Bond)

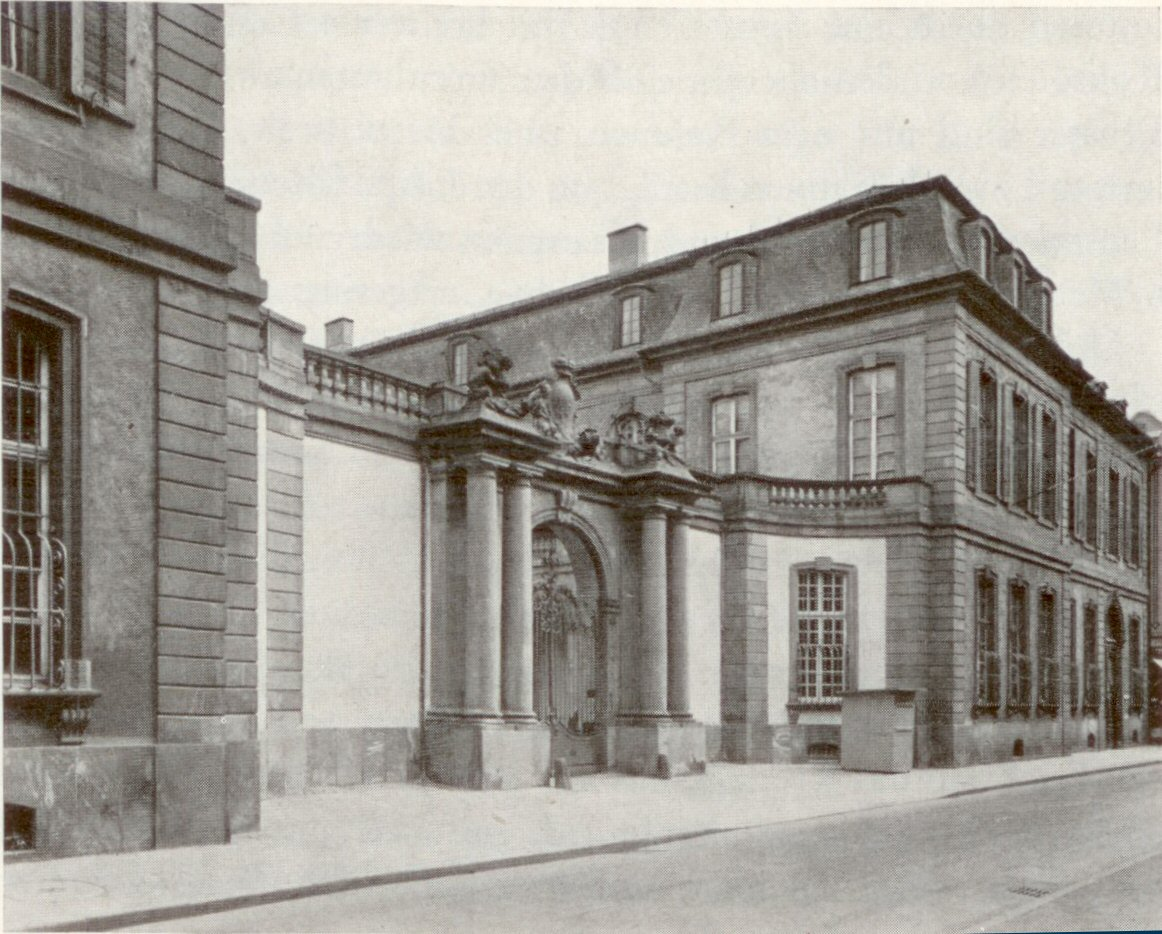
De Bondsdag zetelde in het Bundespalais, het Palais Thurn und Taxis in Frankfurt

De Bondsdag (Duits Bundestag, officieel Bundesversammlung) was het enige orgaan van de Duitse Bond. Het orgaan werd in het leven geroepen door de Bundesakte van 1815. Behoudens een onderbreking van 1848-1850 bestond de Bondsdag tot aan het einde van de Duitse Bond in augustus 1866.
Leden van de Bondsdag waren afgevaardigden van de enkele Duitse lidstaten. De leden waren geen parlementariërs maar vertegenwoordigers van de overheden van de lidstaten. De voorzitter van de Bondsdag was steeds, volgens de federale grondwetten, de Oostenrijkse afgezant. Dit was meer een kwestie van eer dan van grote invloed. De Bond zelf had geen voorzitter, maar vanwege deze bepaling werd Oostenrijk als de Präsidialmacht van de Bond beschouwd.
De Bondsdag vergaderde in twee verschillende constellaties, het Plenum en de Engerer Rat. De verschillen lagen in competenties, stemverdeling en de manier waarop gestemd werd. De federale grondwetten of wezenlijke bepalingen konden alleen door het Plenum worden veranderd, bij unanimiteit van de stemmen.
In 1848 kwam het door volksopstanden tot de Maartrevolutie. De Bondsdag besloot tot verkiezing van een Nationale Vergadering. De Nationale Vergadering koos een provisorisch staatshoofd, de Reichsverweser, die een rijksoverheid benoemde. Op 12 juli 1848 kwam de Bondsdag voor een voorlopig laatste zitting bij elkaar en droeg zijn bevoegdheden aan de Reichsverweser over. Pas in de zomer van 1851 werd de Duitse Bond (met de Duitse Bondsdag) volledig hersteld. 
Op 14 juni 1866 besloot de Bondsdag, onder leiding van Oostenrijk, tot de mobilisatie van het federaal leger tegen Pruisen. Daarna brak de Duitse Oorlog uit. Pruisen bezette Frankfurt zodat de Bondsdag naar Augsburg uitweek. Op 24 augustus 1866 vond daar de laatste vergadering van de Bondsdag plaats die de ontbinding van de Duitse Bond bevestigde.